# Герб комуни Танум
Герб комуни Танум (швед. Tanums kommunvapen) — символ шведської адміністративно-територіальної одиниці місцевого самоврядування комуни Танум. 

## Історія
Герб комуни офіційно зареєстровано 1986 року.
Герби давніших адміністративних утворень, що увійшли до складу комуни, більше не використовуються.

Герб муніципалітету Ф'єлльбака (1948–1964)
Герб ландскомуни Квіллє

## Опис (блазон)
Щит перетятий, у верхньому золотому полі червона людина оре плугом, у який запряжено двох волів, у нижньому червоному полі — золотий корабель.

## Зміст
Сюжет герба відтворює мотиви з наскельних рельєфів у Танумі. Оранка символізує сільське господарство та лісове господарство. Корабель уособлює судноплавство та рибну промисловість.